# 置富南區廣場

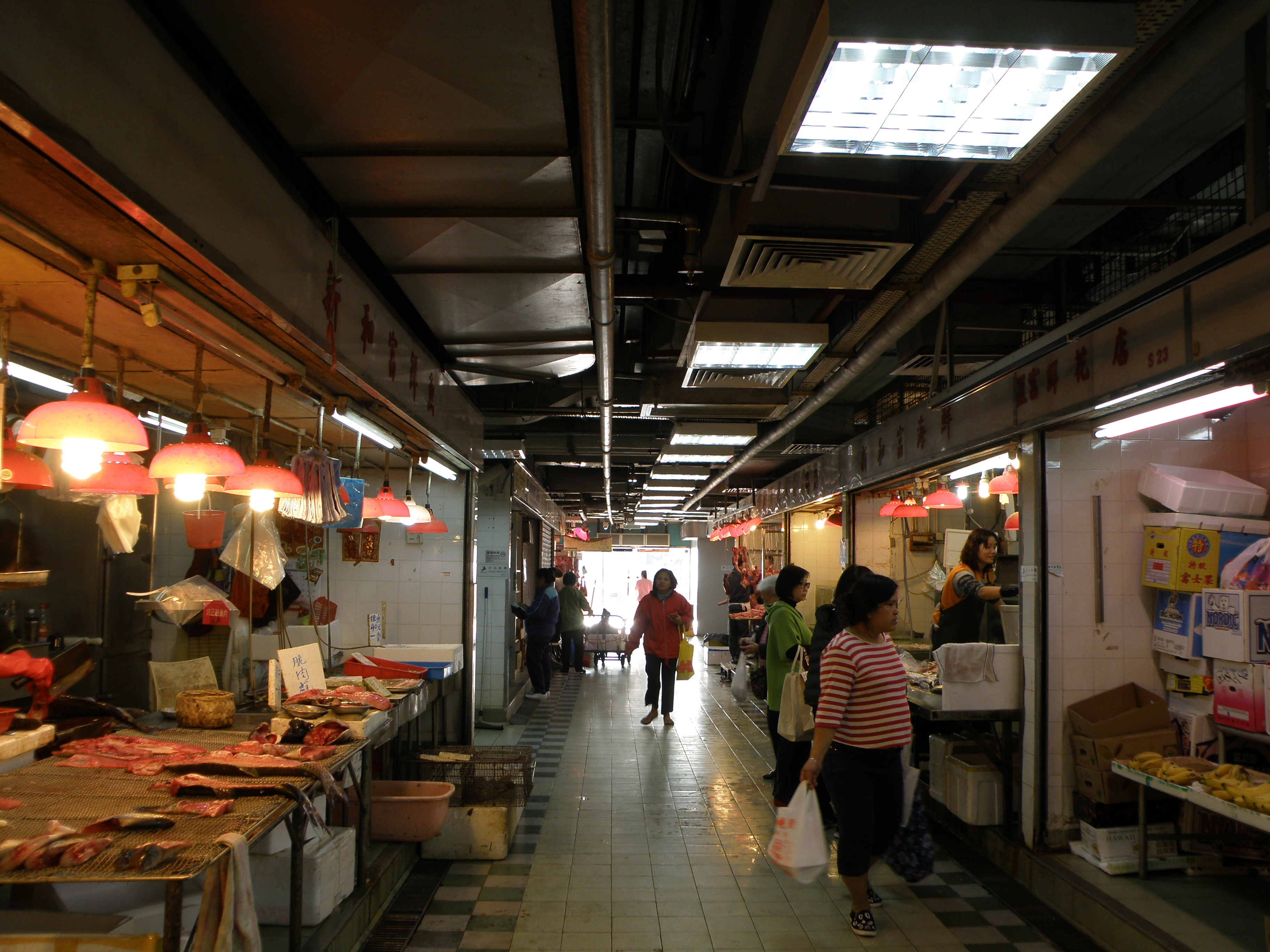
置富花園街市

置富南區廣場（英語：Chi Fu Landmark，前稱置富商場，1993年商場翻新後改為現稱）為香港南區大型商場之一，位處薄扶林置富花園，是該區一帶的主要購物中心。商場樓高5層，鄰近設置巴士總站，面積達171,863平方呎。置富南區廣場於1981年1月21日正式開幕，發展商為新鴻基地產，亦為發展商重點商場之一。因置富花園位處區內的邊陲位置，不是鐵路沿線，只有數條巴士及專線小巴作交通接駁，該商場也較難吸引區外人士前往，商場的人流很依賴置富花園及薄扶林花園的住戶。

## 歷史
- 開幕初期，曾於商場設有保齡球場，屬南區罕見的設施，吸引不少區外人士，特別是年輕人前往玩樂；但到後來，由於保齡球的熱潮減退，經營成本上升，所以倒閉，但商場也失去賣點，自此成為一般住宅區的商場。

## 商場設計
- 設有薈萃多國地道美食的主題區域美食嘉年華，為香港商場中早期設有主題區域。
- 頂層設有濕貨市場（即街市），為置富花園居民帶來方便。

## 設施
以下的商舖安排以2025年8月的置富南區廣場作準。
| - 快餐店（大快活、麥當勞） - 西餅店（東海堂、聖安娜餅屋、奇華餅家） - 食得喜麵家 - coming soon - 譚仔三哥 - 美食廣場 （湘粵小廚、盧明記、必勝客、越南手作、kFC 肯德基(Coming soon ) - 時裝店（Casual Look、June's Boutique、Login、典雅時裝、清麗舍） | - 超級市場（fusion 百佳） - 食品專門店 （綠盈坊有機店、零食世界(coming soon)） - 手作功夫茶 - 便利店（7-11、OK便利店） - 設計工程 （置富設計工程、家裕維修及裝修設計工程、得匯裝飾、富林電業有限公司、悦來登設計） - 百貨（日本城、文記家庭用品） - 洗衣店（便利乾洗、洗一洗自助洗．乾衣店） - 銀行（中國銀行、滙豐銀行） - 地產 (啟勝物業、美聯物業、中原地產） - 髮廊 （Hair Room、斯允髮廊、Nova by Hairiva） | - 藥行 （廣安堂） - 中醫診所 （和順堂、尚然堂） - 美容中心 （Ingrid Millet、美容軒、集倩莊美容中心） - snap fitness - 個人護理店（萬寧、美康） - 手機通訊（宏大通訊） - 水電冷氣工程 - 琴行 (雅風琴行、富笛琴聲、Guidepost Montessori） - 其他（足智身寧、崇恩女傭） | - 幼稚園 (Safari Kid） - 史丹福游泳學校 - 管理處 - 街市 - 香港仔坊會 - 停車場（每半小時$8） |

## 展覽場地
戶外及四樓均設展覽場地，由75-3200平方呎不等。

## 被投訴「十室七空」
2024年3月11日，置富花園居民協會發信屋苑的管理公司，指近年商場商戶陸續結業嚴重影響居民日常生活，近數月情況更惡劣，多間大型連鎖店紛紛在農曆年後結束營業，形容「商場十室七空，層層有大面積吉位，以圍板封密，令人感到極大困擾和不安」，尤其是長者或不便外出的居民，所以督促管理公司盡快填補商場吉舖，讓情況得以改善，商場回復昔日風貌，惠及居民。管理公司回覆稱，已收到信件反映置富南區廣場租務事宜，並已將信件交予置富南區廣場服務處處理，其表示會盡快回覆。

## 鄰近地點
- 置富花園
- 薄扶林花園

## 外部連結
1. ↑  .   [2024-03-17]. （原始内容存档于2024-03-17）.